# Liste der Naturdenkmale in Steinmauern
| Naturdenkmale | Anzahl |
| ------------- | ------ |
| FND           | 2      |
| END           | 0      |
| Gesamt        | 2      |

Die Liste der Naturdenkmale in Steinmauern nennt die verordneten Naturdenkmale (ND) der im baden-württembergischen Landkreis Rastatt liegenden Gemeinde Steinmauern. In Steinmauern gibt es insgesamt zwei als Naturdenkmal geschützte Objekte, beide sind flächenhafte Naturdenkmale (FND), keines ist ein Einzelgebilde-Naturdenkmal (END).
Stand: 1. November 2016.

## Flächenhafte Naturdenkmale (FND)
| Name                     | Bild | Kennung     | Einzelheiten | Position | Fläche Hektar | Datum        |
| ------------------------ | ---- | ----------- | ------------ | -------- | ------------- | ------------ |
| Fischwasserwiesen        | BW   | 82160520002 | Steinmauern  | ⊙        | 1,6           | 7. Nov. 1985 |
| Rheinfeldwiese           | BW   | 82160520001 | Steinmauern  | ⊙        | 5,1           | 7. Nov. 1985 |
| Legende für Naturdenkmal |      |             |              |          |               |              |